# Coamila
Coamila es una localidad de México localizada en el municipio de Huejutla de Reyes en el estado de Hidalgo.

## Toponimia
Del náhuatl coatl, milli, cementera y coatl, culebra: Cementera de la culebra.

## Geografía
Se encuentra en la región geográfica de la Huasteca hidalguense. A la localidad le  corresponden las coordenadas geográficas 21° 06’ 33.983” de latitud norte y 98° 29’ 51.783” de longitud oeste, con una altitud de 380 m s. n. m. Cuenta con un clima semicálido húmedo con lluvias todo el año.
En cuanto a fisiografía se encuentra en los límites de las provincias de la Sierra Madre Oriental, dentro de la subprovincia del Carso Huasteco; su terreno es de sierra. En lo que respecta a la hidrografía se encuentra posicionado en la región de Pánuco, dentro de la cuenca del río Moctezuma, en la subcuenca de río Los Hules.

## Demografía
En 2020 registró una población de 610 personas, lo que corresponde al 0.48 % de la población municipal. De los cuales 287 son hombres y 323 son mujeres.
| Gráfica de evolución demográfica de Coamila entre 1910 y 2020                                |
|                                                                                              |
| Población de los censos y conteos del Instituto Nacional de Estadística y Geografía (INEGI). |